# Łopusze (pasmo)
Łopusze – nazwa obejmująca trzy szczyty w najdalej na wschód wysuniętej części Beskidu Wyspowego, który traci już tutaj swój „wyspowy” charakter i tworzy pasmo o równoleżnikowym przebiegu. Łopusze dzieli się na Zachodnie, Środkowe i Wschodnie.

## Topografia
Znajduje się w Paśmie Łopusza i Kobyły. Kolejno od zachodu na wschód znajdują się w nim mało wybitne wzniesienia: Górczyna (522 m), Łopusze Zachodnie (661 m), Łopusze Środkowe (596 m), Łopusze Wschodnie (612 m), Kamionka (593 m), Kobyła (603 m), Kopiec (585 m) i Szczełba (511 m). Południowe stoki Łopusza opadają do potoku Rozdzielec.
Najwyższym szczytem jest Łopusze Zachodnie, które mierzy 661 m. Wznosi się ponad miejscowościami: Żegocina, Bytomsko, Rajbrot, Rozdziele. Kilkanaście potoków spływających z północnych zboczy Łopusza wpada do Potoku Saneckiego lub Uszwicy. Na południowych zboczach mają swoje źródła dopływy Rozdzielca: Mulówka, Rosochatka i Rzycki oraz kilka mniejszych strumieni bez nazwy. Od sąsiedniego na południe grzbietu Kamionna – Cuba oddziela go Przełęcz Rozdziele (ok. 480 m). Po północnej stronie Łopusza znajduje się mniejsze i należące już do Pogórza Wiśnickiego wzniesienie Żarnówki.

## Opis szczytu
Nazwa góry pochodzi od łopuchów (ludowa nazwa lepiężnika), które niegdyś tak masowo porastały jej zbocza, że przez miejscową ludność były wykorzystywane jako podściółka dla bydła. Ludowa nazwa góry to „Łopuse”, na austriackich mapach figuruje ona pod błędną nazwą Opuszcza. Miejscowa ludność używała także nazwy Patryja, dawniej bowiem na szczycie Łopusza Zachodniego stała drewniana wieża triangulacyjna przez ludność nazywana patryją. Kazimierz Ignacy Sosnowski w wydanym w 1948 przewodniku Ziemia Krakowska używał nazwy Opuszcze.
Obecnie zbocza góry, z wyjątkiem południowych są całkowicie zalesione. Zbocza południowe są częściowo zalesione, w niektórych jednak miejscach pola uprawne wsi Rozdziele podchodzą pod sam szczyt góry (przysiółek  Na Górach).
Z odsłoniętych terenów pod szczytem Łopusza rozległa panorama widokowa na południową i południowo-zachodnią stronę obejmująca takie szczyty Beskidu Wyspowego i Gorców, jak (od lewej): Chełm, Pasmo Łososińskie (nakładające się na szczyty Cichonia, Modyni i Ostrej), w głębi Gorc, Mogielica i Łopień (poniżej niego Paproć). Znaczną część horyzontu przesłania pobliski grzbiet Kamionnej.
Na południowym stoku Łopusza Wschodniego w 2025 roku powstała Patriotyczna Droga Krzyżowa, która zaczyna się i kończy pod kościołem św. Jakuba. Prowadzi ona przez szczyt Łopusza oraz obok kaplicy pod lipami.

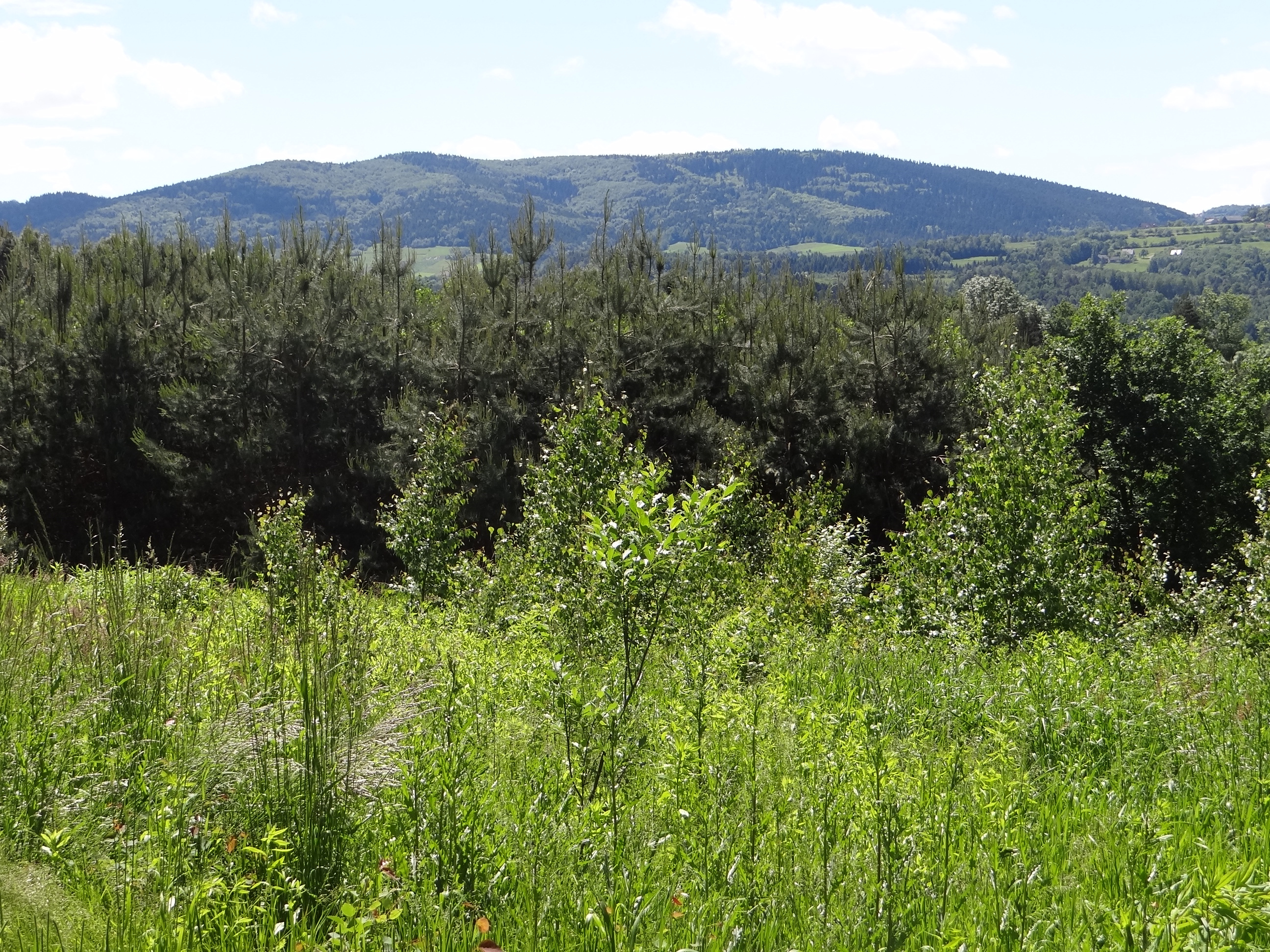
Łopusze, widok z Muchówki
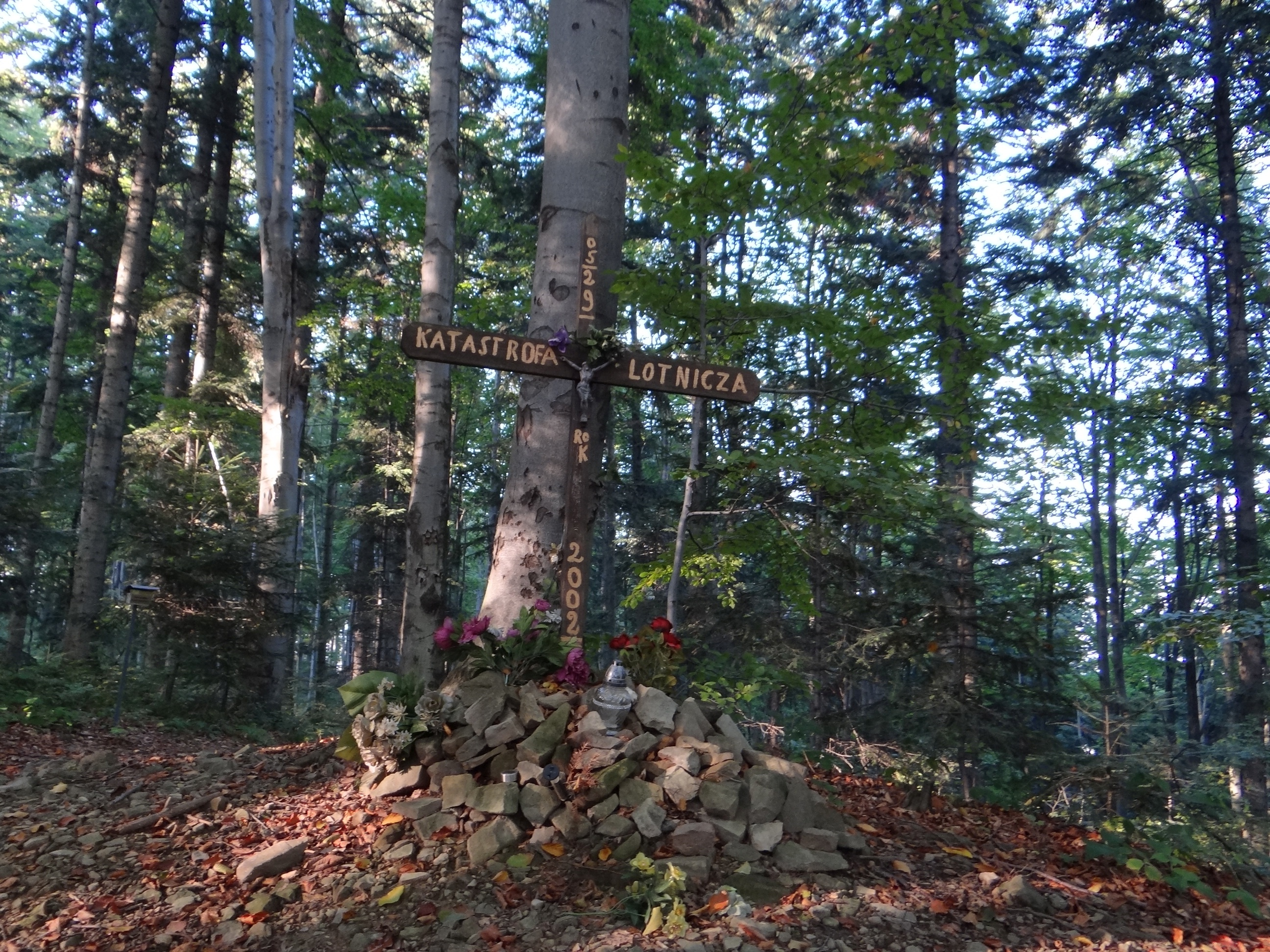
Krzyż upamiętniający katastrofę lotniczą
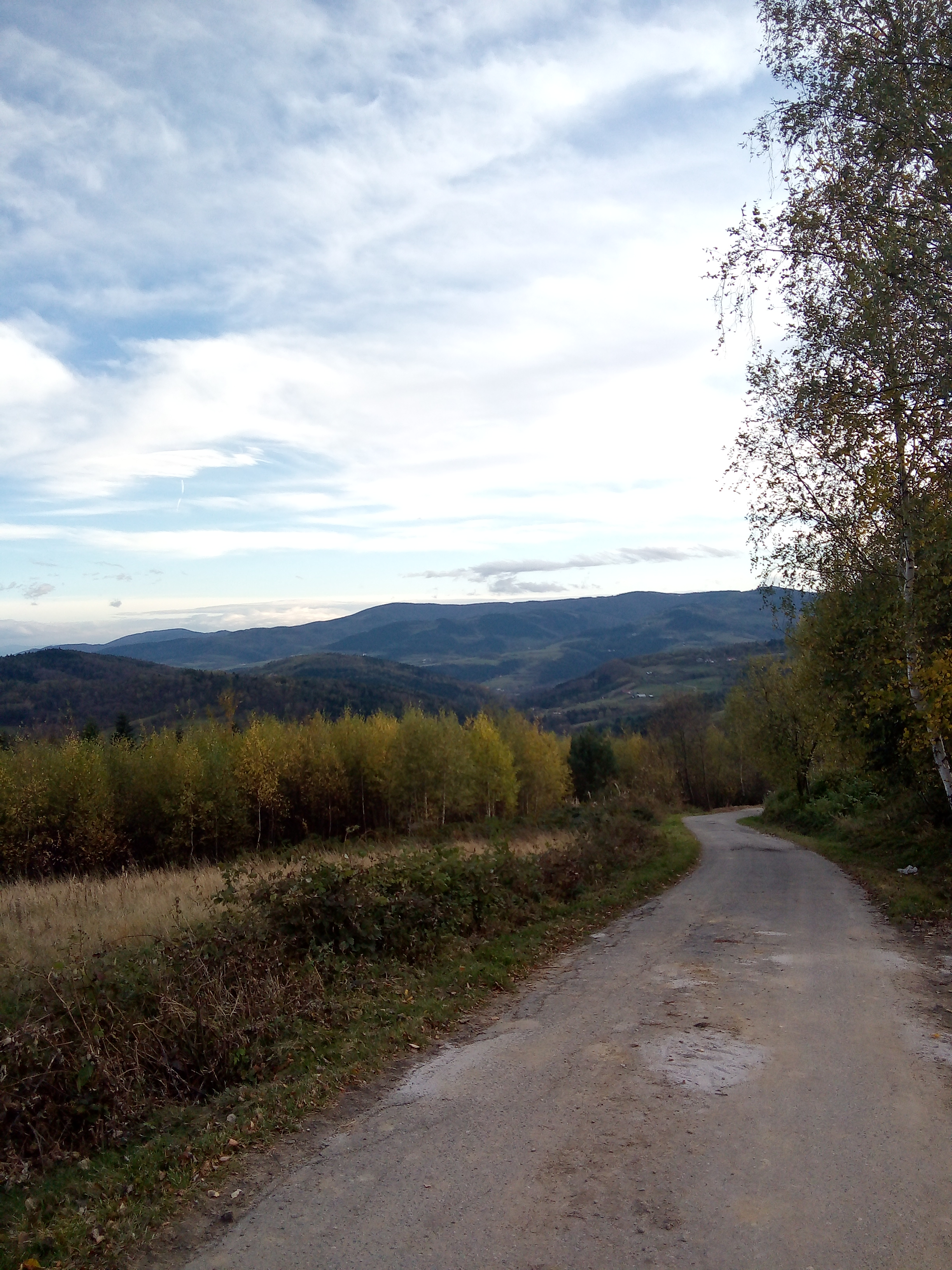
Widok z Łopusza na Pasmo Łososińskie
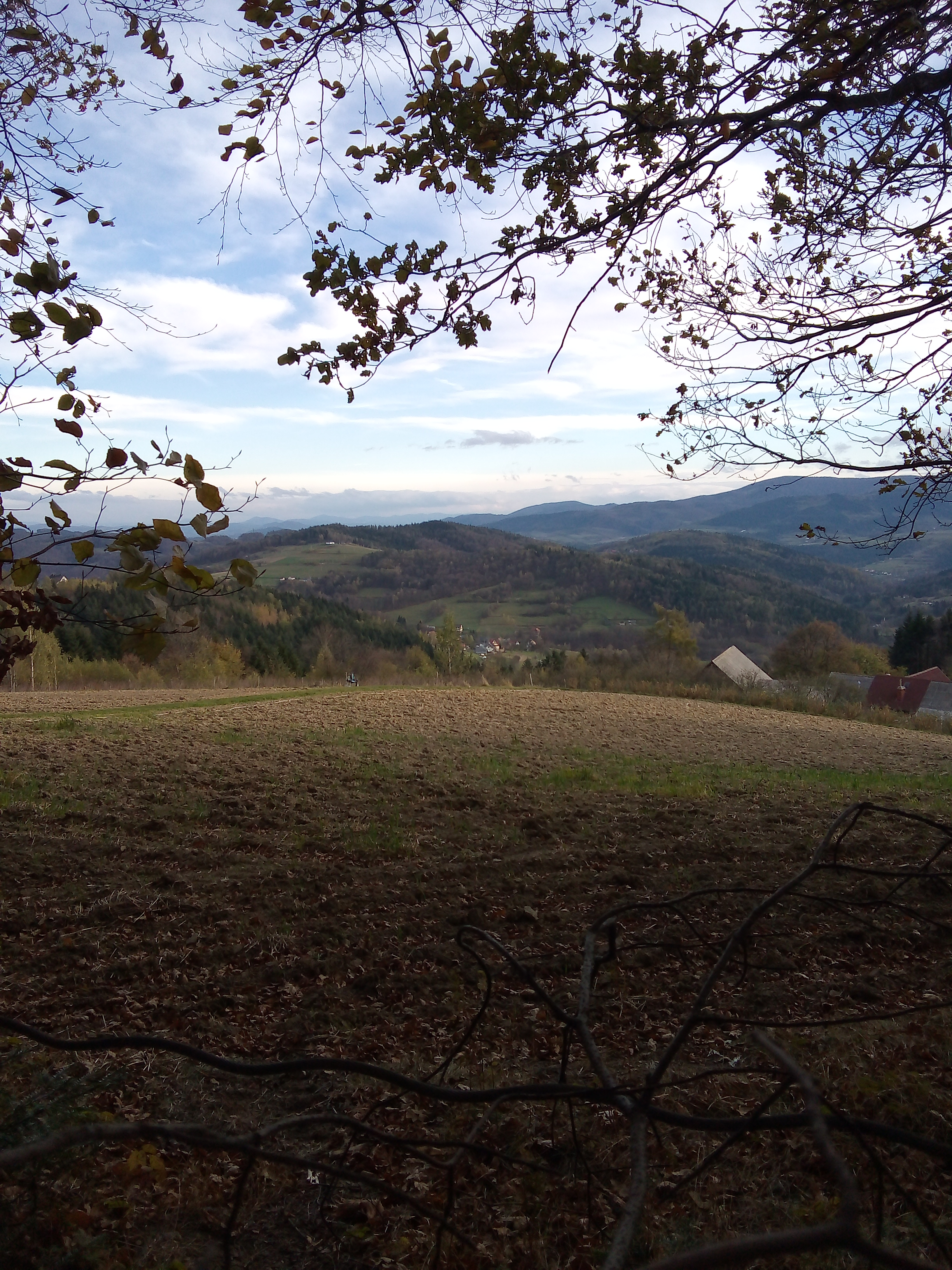
Widok na Jastrząbkę i część Pasma Łososińskiego

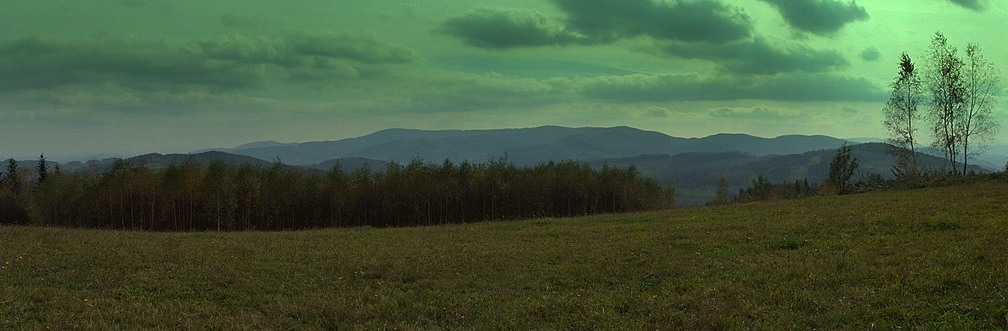
Panorama widokowa z Łopusza na południową stronę
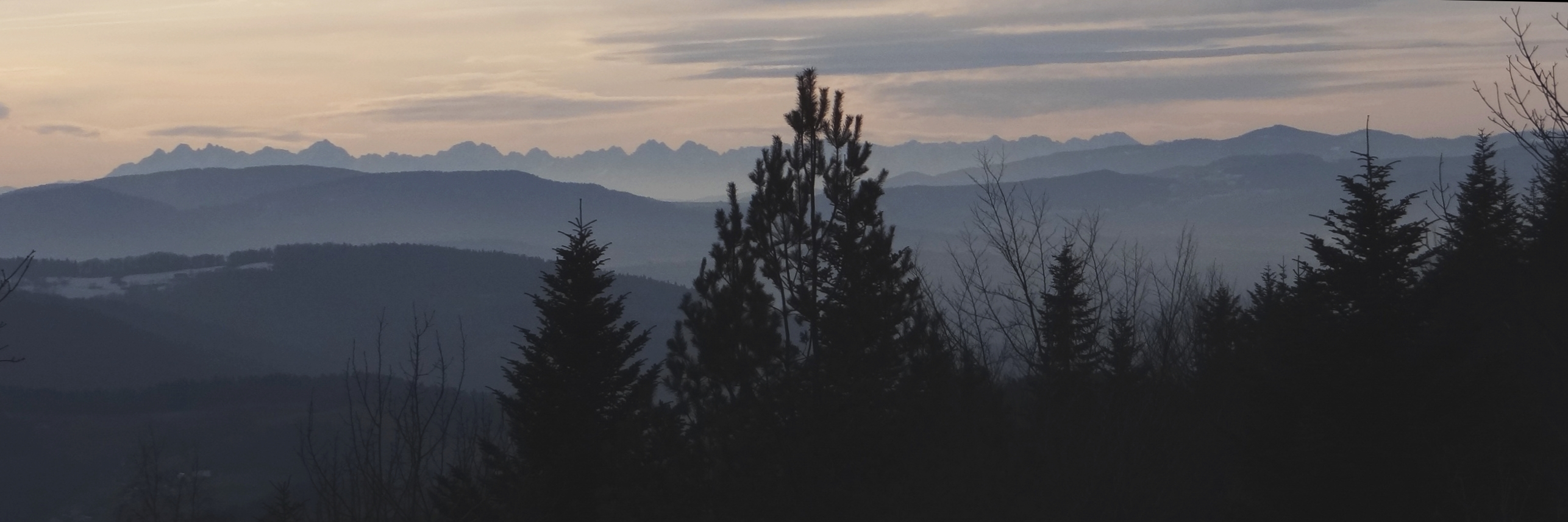
Widok z Łopusza na Tatry

## Piesze szlaki turystyczne
– niebieski: Bochnia – Nowy Wiśnicz – Kamień Grzyb – Paprocka (obok Kamieni Brodzińskiego) – Rajbrot – Łopusze – Przełęcz Rozdziele – Widoma – góra Kamionna – Pasierbiecka Góra – Tymbark.
 – z Żegociny na szczyt Łopusza Zachodniego, do skrzyżowania ze szlakiem niebieskim. Czas przejścia 1 h (↓ 45 min), różnica wzniesień 290 m.
 Żegocina – Łopusze Zachodnie – Łopusze Wschodnie – Kamionka – Kobyła – Mulowiec – Kopiec – Wojakowa